# Опуцький природний заповідник
Опу́цький приро́дний запові́дник (крим. Opuk tabiat qoruğı) — природоохоронна територія в Автономній Республіці Крим (Україна). Заповідник призначений для збереження у природному стані типових степових ландшафтів Кримського півострова та аквакомплексів Чорного моря. З Опуцьким природним заповідником межує Узунларський цілинний ковиловий масив, що тягнеться на 5 км вздовж Чорноморського узбережжя на захід від Узунларського озера. Тут добре збереглися степові угруповання, де весняний аспект утворюють тюльпани та інші рідкісні ефемероїди. Ця територія зарезервована для розширення території Опуцького природного заповідника.

## Історія
Опуцький природний заповідник створений Указом Президента України від 12 травня 1998 р. № 459. Площа заповідника становить 1592,3 га, з них 62 га — це акваторія Чорного моря з островами Скелі-кораблі та Опуцьким мисом.

## Природні умови
За фізико-географічним районуванням територія заповідника входить до Кримського степового краю Південно-степової підзони Степової зони. Рослинність належить до Керченського округу Приазовсько-Чорноморської підпровінції Причорноморської (Понтичної) степової провінції Європейсько-Азійської степової області. В Опуцький природний заповідник входять Кояське озеро разом з прилеглими об'єктами. Коса відгороджує південно-західну частину озера від основної — це Мале Елькенське озеро. На захід від озера Кояш розташоване Узунларське озеро та гора Приозерна (44 метри). На південний схід — гора Опук і однойменний мис.
Гора Опук — одна з найвищих вершин Керченського півострова (185 м). Вона є кінцевою вершиною низькогірного Парпачського пасма й знаходиться на Чорноморському узбережжі поблизу Узунларського озера. Складена ця гора меотичними рифовими вапняками. На південь на відстані 4 км від неї, в узбережній частині моря розмістилися острівці 7 та 12 м заввишки. Це скелі Кораблі (Елькен-Кая). Вони утворені тими самими рифовими вапняками, що й гора Опук, і наочно ілюструють абразійну роботу моря. Для цього масиву характерним є зсувний приморський вапняково-горбистий тип рельєфу, який сформувався завдяки зсувам третинних вапняків по глинах, що їх підстеляють.
На вигляд і за природними особливостями Опуцький масив зовсім не гармонує зі степовими рівнинними ландшафтами Керченського півострова. Він являє собою столову гору, схили якої розбиті на тераси, ускладнені уступами, крутими урвищами, кам'янистими осипищами, що визначають тут своєрідні умови існування рослин і тварин, більш властивих для гірського, аніж для рівнинного Криму. Ця обставина робить Опуцький масив унікальним і надзвичайно цікавим у науковому відношенні регіоном Криму.
Клімат на території заповідника помірно континентальний, посушливий, із середньорічною температурою +14 °C. Середня температура липня становить +23 °C, січня — +2 °C. Літо посушливе, максимальна температура липня становить +38,7 °C. Зима доволі тепла з нестійким сніговим покривом. Безморозний період триває 200—220 днів. Річна кількість опадів становить усього 270 мм.

## Біота
На території Опуцького заповідника, на межі суші й моря, своєрідні кліматичні чинники та орографічні особливості сприяли формуванню та збереженню унікальних флористичних, фауністичних та ландшафтних комплексів, що не мають аналогів у Криму і в Україні.

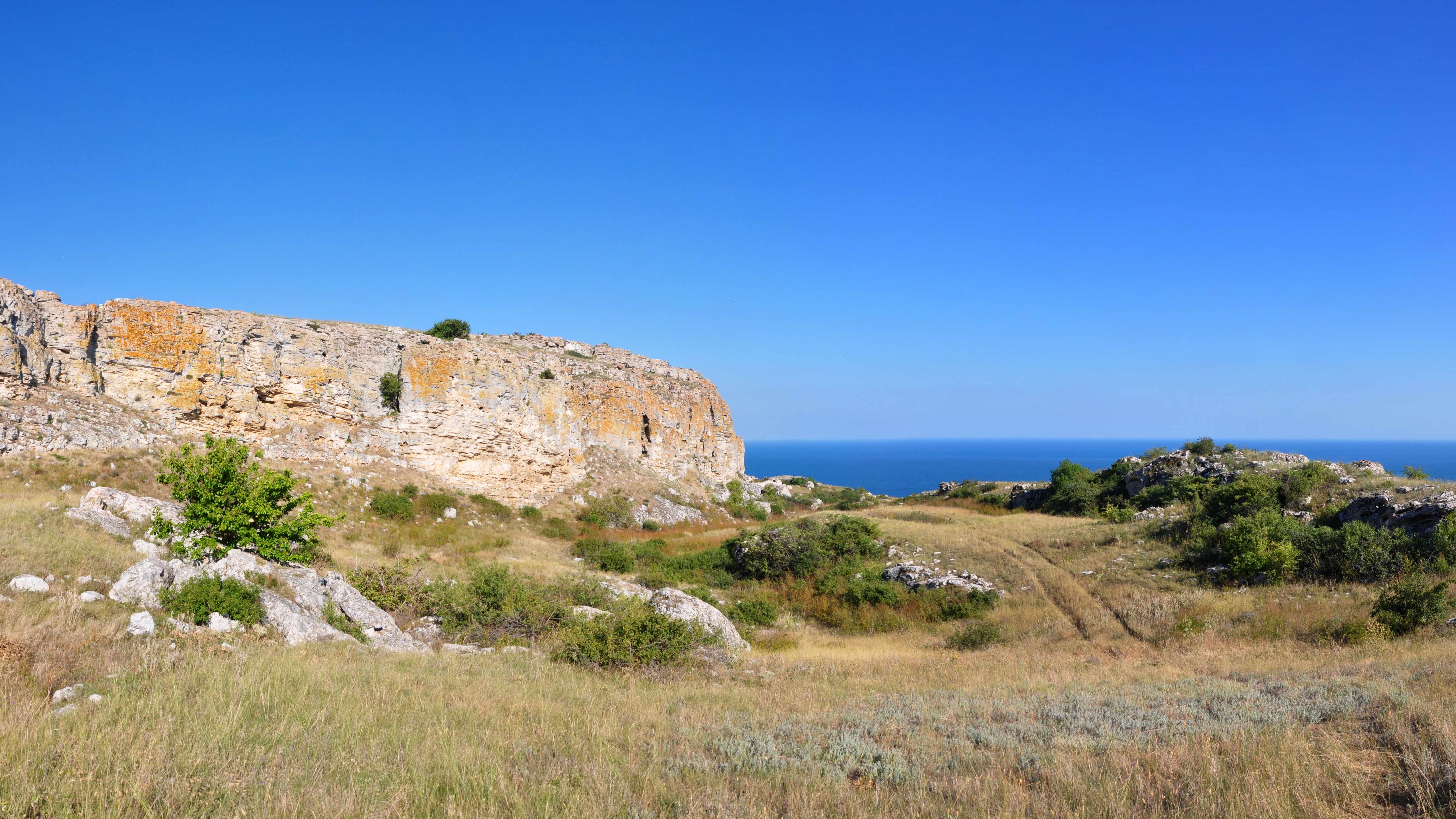
Східна частина гори Опук

### Флора
Флору Опуцького заповідника складають 395 видів судинних рослин (32 % від флори рівнинного Криму або 44 % від флори Керченського півострова). Ендемічне ядро заповідника становлять 48 видів судинних рослин. З них два вузьколокальних, 15 кримських, 28 кримсько-новоросійських, 3 кримсько-таманських ендеміки та понад 45 причорноморських і приазовських субендеміків. Унікальним за своїм флористичним складом є вапняковий флористичний комплекс, у якому переважають середземноморські види, властиві Гірському Криму. Самобутні степові флористичні комплекси поширені на плато та підніжжях гори Опук. Їх оригінальність і унікальність зумовлені багатством видового та ценотичного різноманіття й значною кількістю середземноморських видів, серед яких багато ендемів, субендемів та реліктів.
Поряд з характерними для рівнинного Криму типами рослинності (степовим, галофільним, чагарниковим, літоральним і петрофільним), в Опуцькому заповіднику поширені й типово середземноморські, зокрема саваноїди. Вони утворюються середземноморськими видами з ефемерами, розвиток яких зумовлений тривалими посухами та дефіцитом вологи. Томіляри — інша характерна особливість рослинного покриву Опуцького заповідника. Це є угруповання ксерофітних та геміксерофітних чагарників, чагарничків, напівчагарничків у поєднанні з геоефемероїдами та малорічними травами, що прилучені до кам'янисто-щебенистих ґрунтів. Саме до цих типів рослинності належить і переважна більшість ендемічних та субендемічних видів. З них Asperula praepilosa є вузьколокальним ендеміком гори Опук. Загалом за флористичним складом Опуцький масив більше тяжіє до Гірського Криму, ніж до зональних степових флористичних комплексів рівнинної частини півострова.
Раритетний фонд Опуцького заповідника представлений 23 видами судинних рослин, що занесені до Червоної книги України. Серед них мачок жовтий, смілка Сирейщикова, півонія тонколиста, фіалка біла, катран мітрідатський, дрік скіфський, морківниця узбережна, чебрець несправжньогранітний, асфоделіна жовта, пізньоцвіт анкарський, тюльпани двоквітковий та Шренка, осінник пізньоцвітовий, холодок прибережний, шафран кримський, плодоріжка пірамідальна та сім видів ковили.
Серед водоростей охоронний статус має лише диктіота дихотомічна, а серед лишайників — рочела водоростеподібна та рамаліна рвана.

### Фауна
Раритетна фауна заповідника налічує 32 види. Це ракоподібні: краби трав'яний і волохатий, жуки — ліксус катрановий, метелики — махаон, подалірій, зегрис евфема, аврора біла, бражник хорватський, перетинчастокрилі — долерус степовий.
Досить великими є також популяції раритетних плазунів: жовтопуза, полозів жовточеревого та чотирисмугого, що мешкають у вапнякових розщілинах та розсипищах.
Гора Опук разом з Узунларським озером є місцем гніздування та зимівлі багатьох видів рідкісних і зникомих птахів. Це баклан довгоносий, огар (червона качка), балабан, сокіл сапсан, боривітер степовий, журавель степовий, дрохва, хохітва, лежень, зуйок морський, вівсянка чорноголова та інші. Прибережно-аквальний комплекс біля мису Опук віднесено до водно-болотних угідь міжнародного значення.
Серед ссавців тут охороняються тушканчик великий і тхір степовий.
В акваторії Чорного моря з видів, занесених у Червону книгу України, трапляються: морський коник довгорилий, піскарка сіра, морський півень жовтий, білуга чорноморська.

## Території ПЗФ, що входять до складу природного заповідника
Нерідко, оголошенню національного парку або заповідника передує створення одного або кількох об'єктів природно-заповідного фонду місцевого значення. В результаті, великий заповідник фактично поглинає раніше створені ПЗФ. Проте їхній статус зазвичай зберігають.
До Опуцького заповідника належать і розташовані за 4 кілометри від берега Скелі-кораблі — чорноморський мініархіпелаг (Гідрологічна пам'ятка природи місцевого значення ПАК біля мису Опук та островів «Скелі-Кораблі»). Їх добре видно з берега, зі смуги суходолу, що відокремлює Кояське озеро від моря. Раніше, у дуже давні часи, цієї перемички не існувало, а озеро являло собою затоку Чорного моря.

## Галерея

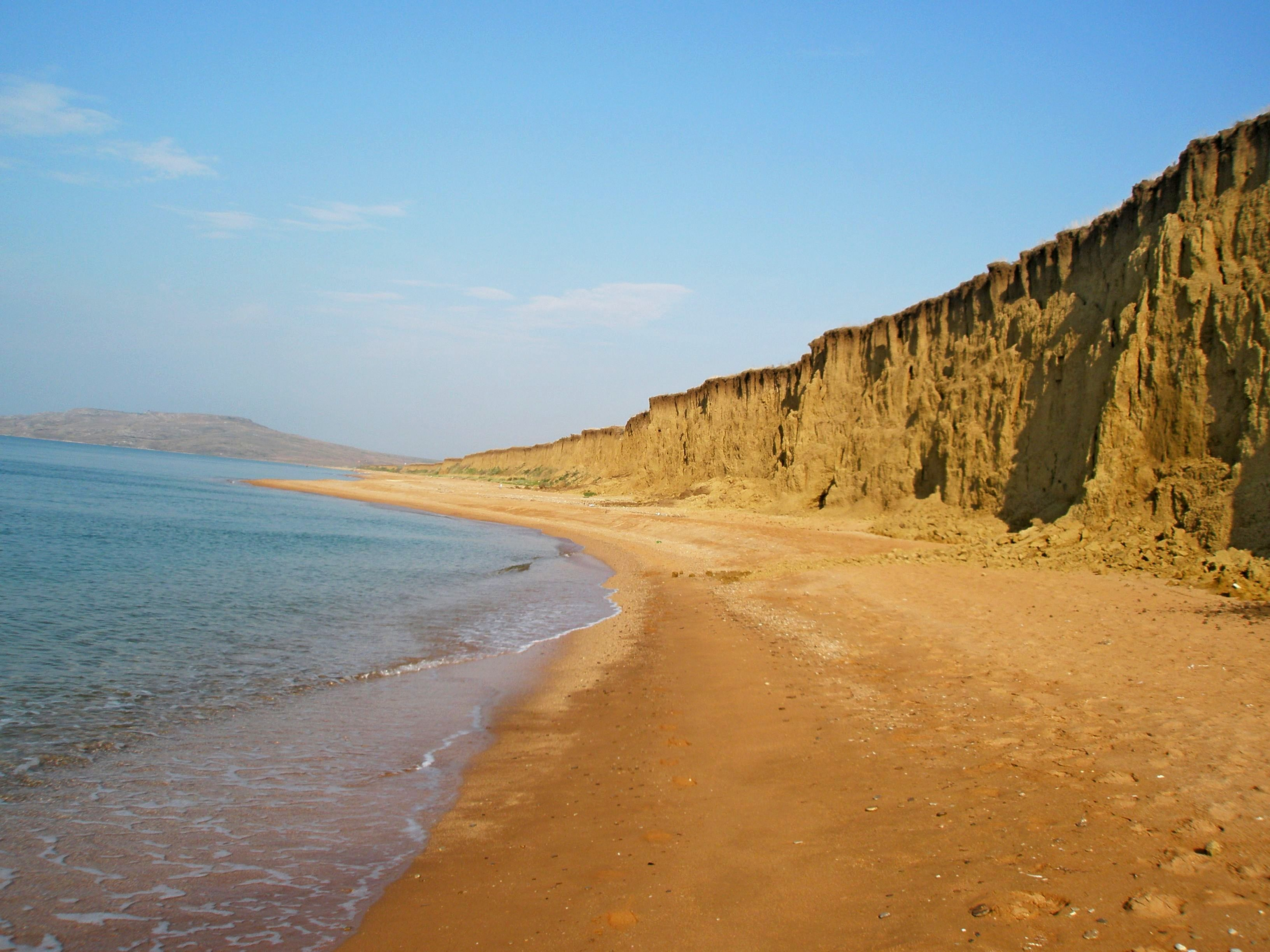
Опук. Стіна
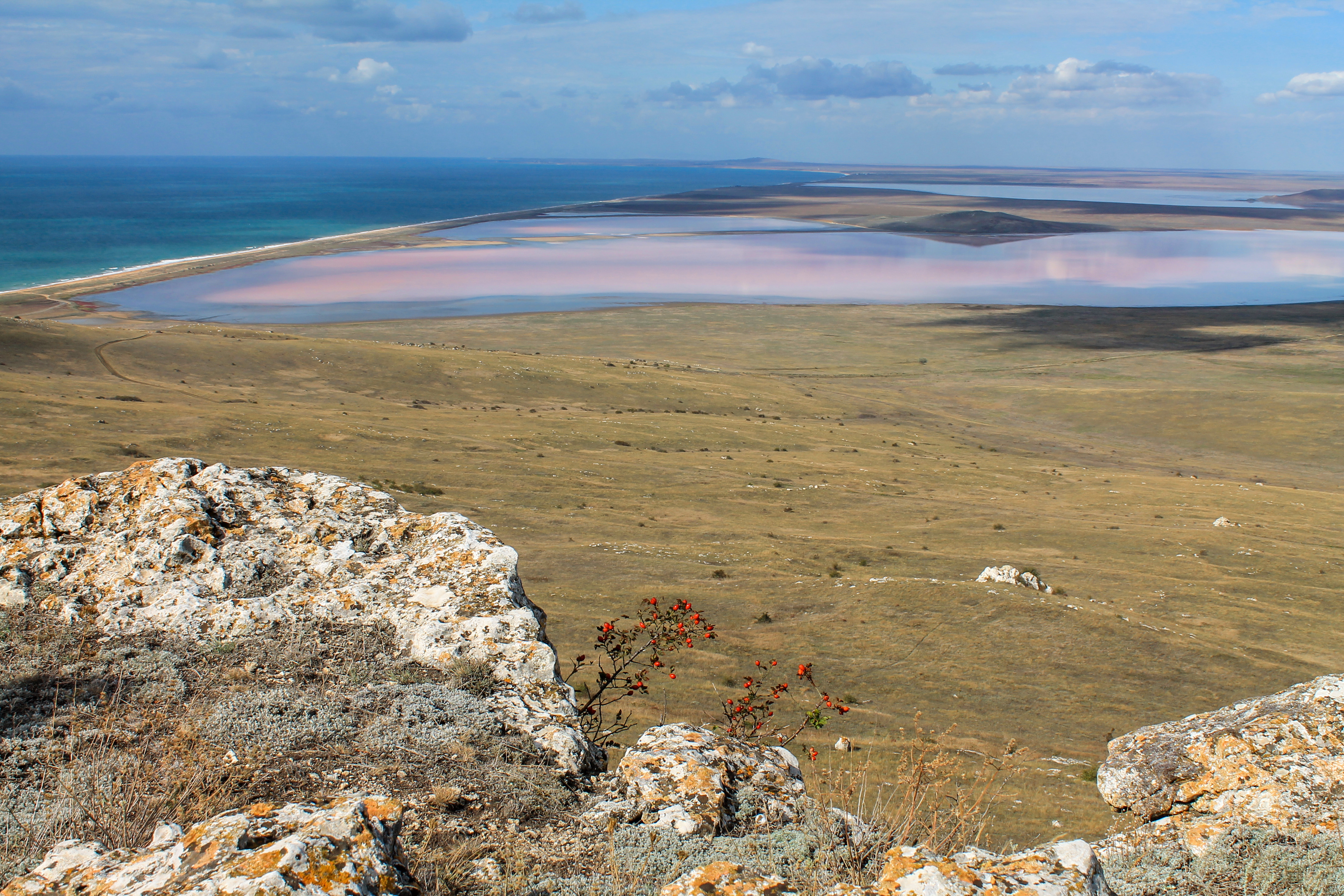
Опуцький природний заповідник у вересні 2013 р.
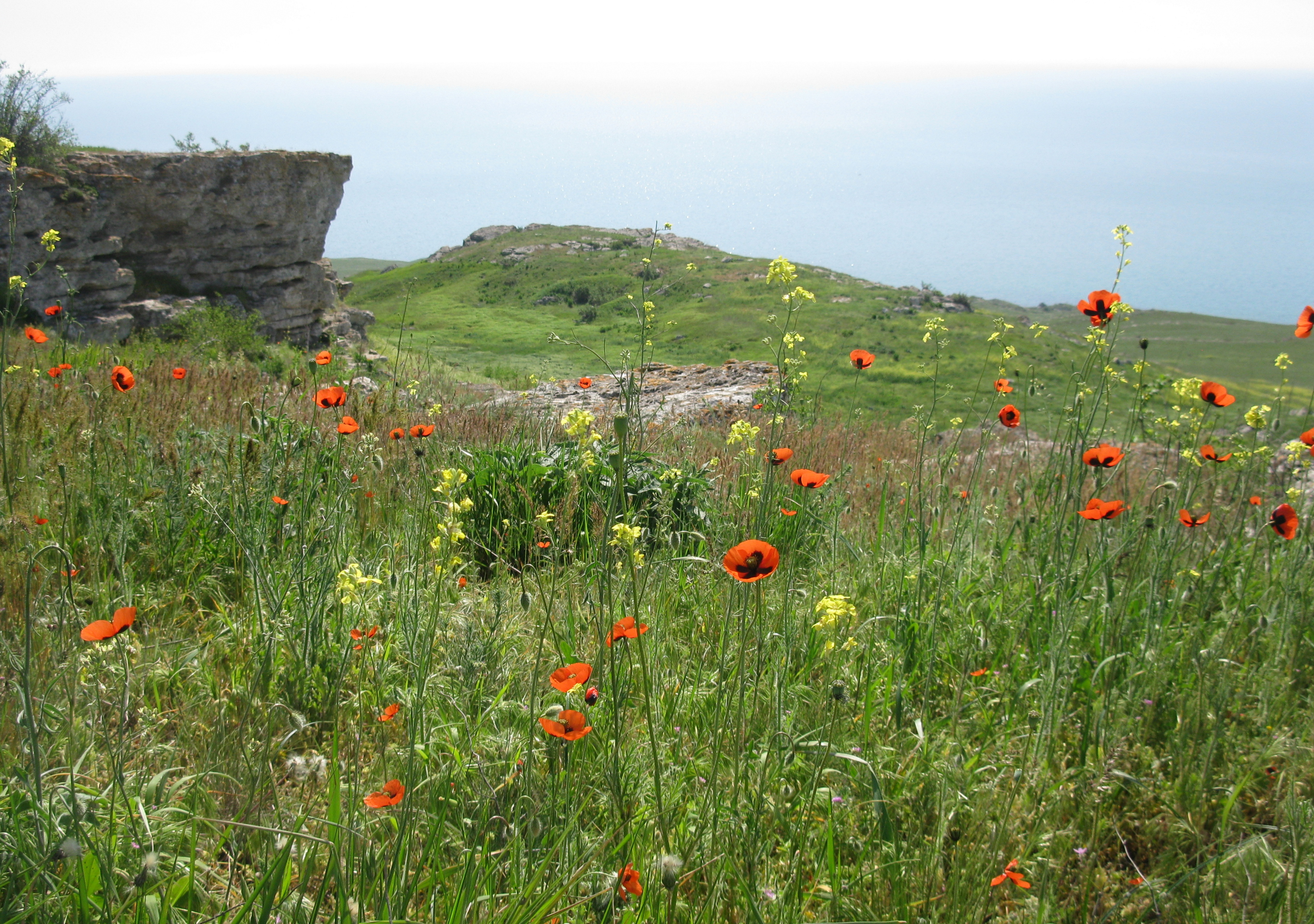
Травневе цвітіння

## Ресурси Інтернету
- Офіційний сайт
- Інформація на сайті «Україна Інкогніта»
- Степи України
- ПЗФ України